# Dakhān
Dakhān (persiska: دخان, دُو خان, دوخان, دُخان, دوقان) är en ort i Iran.   Den ligger i provinsen Markazi, i den nordvästra delen av landet, 180 km väster om huvudstaden Teheran. Dakhān ligger 1 792 meter över havet och antalet invånare är 104.
Terrängen runt Dakhān är varierad, och sluttar söderut.Runt Dakhān är det ganska glesbefolkat, med 27 invånare per kvadratkilometer. Närmaste större samhälle är Yātān, 10,2 km norr om Dakhān. Trakten runt Dakhān består i huvudsak av gräsmarker.